# Джерело б/н (Майдан)
Джерело б/н — гідрологічна пам'ятка природи місцевого значення. Об'єкт розташований на території Міжгірської селищної громади Хустського району Закарпатської області, с. Майдан, вул. Верховинська 124.
Площа — 0,5 га, статус отриманий у 1984 році.
Охороняється джерело вуглекислої, гідрокарбонатно-натрієво-хлоридної води. Загальна мінералізація - 4,7 г/л. Мікроелемент - марганець. Використовується для лікування захворювань органів травлення.